# Glaciar Pastoruri
El glaciar Pastoruri es un glaciar del Perú situado al sur de la Cordillera Blanca, en el departamento de Ancash, dentro del parque nacional Huascarán declarado Patrimonio natural de la Humanidad en 1985. Se extiende alrededor de la cara norte de la cima del Nevado Pastoruri, teniendo su origen a 5.201 m  y descendiendo hasta los 5.001 m de altitud. El glaciar tiene 1,99 km² de superficie aproximada, con una longitud de 1,3 km y una anchura de 2,03 km.
Su tipo morfológico es de valle glaciar y en la actualidad se encuentra en retroceso, hecho que se pone de manifiesto en las fajas de rocas y detritos desnudos antepuestas a su frente. Las pequeñas lagunas laterales, estancadas por la lengua de hielo, son también prueba de la disminución, ya que ocupan depresiones abandonadas por el glaciar en retroceso.
Ante el retroceso del glaciar Pastoruri el acceso a la zona de uso turístico y recreativo del glaciar fue suspendido en diciembre de 2007, debido a las condiciones climáticas adversas y como medida de seguridad para los visitantes, sin embargo desde abril del 2011, la jefatura del parque nacional Huascarán - Sernanp rescatando lo positivo de este problema ha puesto en marcha un circuito turístico, denominado “La ruta del cambio climático”, reanudando así las visitas al glaciar. En este recorrido se puede observar como, con el pasar de los años, ha ido retrocediendo el glaciar. Los visitantes también reciben charlas informativas por parte de los especialistas del parque nacional y de otras instituciones vinculadas al tema, sobre el impacto negativo del cambio climático en la zona.

## Actividades de esquí
El glaciar Pastoruri es conocido por albergar la única competencia de esquí en el Perú.

## Retroceso del Pastoruri
El glaciar al sufrir un aumento de la temperatura ha perdido una gran parte del casquete de hielo y por lo tanto de los millones de metros cúbicos de agua dulce que ahí se preservaban, además de una hermosa cueva de hielo de aproximadamente 40 m que era muy visitada por los turistas nacionales y extranjeros; ahora, en ese lugar, se ha formado una pequeña laguna. Sin embargo, contrario a las ideas sobre la desaparición del Pastoruri, el ingeniero glaciólogo local Benjamín Morales Arnao ha estado ensayando un método para revertir el deshielo que, aunque muchos pueden considerarlo poco ortodoxo, ya ha obtenido sus primeros resultados positivos: cubrir el hielo con una capa de serrín de 15 cm de espesor. El experimento se ha realizado en los nevados Pastoruri y Chaupijanca. Los resultados son evidentes: los terrenos cubiertos parecen una meseta sobre la nieve. Así, en el primer glaciar se logró conservar cuatro metros de hielo y, en el segundo, cinco. Este material funciona como un aislante. Contiene celulosa y, de esa manera, se ha conseguido disminuir la fusión glaciar.